# Arima Yoshisada
Arima Yoshisada (有馬 義貞?; 1521 – 15 gennaio 1576) è stato un daimyō giapponese del clan Arima durante il periodo Sengoku.

## Biografia
Yoshisada fu figlio di Arima Haruzumi. Governò l'area di Shimabara della provincia di Hizen e siglò una pace con il clan Ōtomo. Costantemente indebolito dalle guerre con il clan Ryūzōji. Fu sconfitto da Ryūzōji Takanobu nel 1563 e fu costretto a dare in sposa sua figlia a Ryūzōji Masaie per assicurare la pace tra i due clan. Nel 1570 inviò truppe per aiutare il clan Ōtomo nella loro lotta con Takanobu (che culminò nella battaglia di Imayama). Sotto consiglio di suo fratello Ōmura Sumitada si fece battezzare con il nome Andrea. 
Si ritirò nel 1571 in favore del figlio Yoshizumi che morì presto e venne succeduto dal figlio minore Arima Harunobu.